# Madonna dello Scalpello
La Madonna dello Scalpello o Madonna di Scarpello (in montenegrino Gospa od Škrpjela), conosciuta semplicemente anche come Scalpello o Scarpello, è una delle due isole al largo di Perasto nella baia di Risano delle Bocche di Cattaro, in Montenegro. L'altra isola è quella di San Giorgio (Sveti Đorđe).
Si tratta di una piccola isola artificiale di circa 3.030 m², facilmente raggiungibile dalla vicina Perasto, creata su un baluardo di rocce su cui furono affondate centinaia di vecchie navi cariche di pietre. Il fondale intorno allo scoglio è profondo circa 40 metri.
L'isola è parte della "Regione naturale e storico-culturale delle Bocche di Cattaro", dichiarata patrimonio dell'umanità dall'UNESCO nell'ottobre 1979.

## Storia
Secondo la tradizione locale, l'isolotto sarebbe stato creato nel corso dei secoli dai marinai locali dopo che i fratelli Mortešić trovarono il 22 luglio 1452 su quello scoglio un'immagine di una Madonna con bambino: l'icona, portata nella chiesa di San Nicola di Perasto, scomparve durante la notte e venne rinvenuta nuovamente sullo stesso scoglio dello Scalpello. Gli abitanti del posto decisero pertanto di costruirvi un santuario e, al ritorno da ogni viaggio in mare, veniva lanciata una roccia nella baia. L'usanza di lanciare sassi nel mare sussiste ancora. Annualmente ogni 22 luglio, vi è una ricorrenza chiamata fašinada nel locale dialetto, in cui gli abitanti del posto raggiungono lo scoglio al tramonto con le proprie imbarcazioni decorate e legate insieme e lanciano sassi in direzione dell'isola, contribuendo al suo ampliamento e consolidamento.

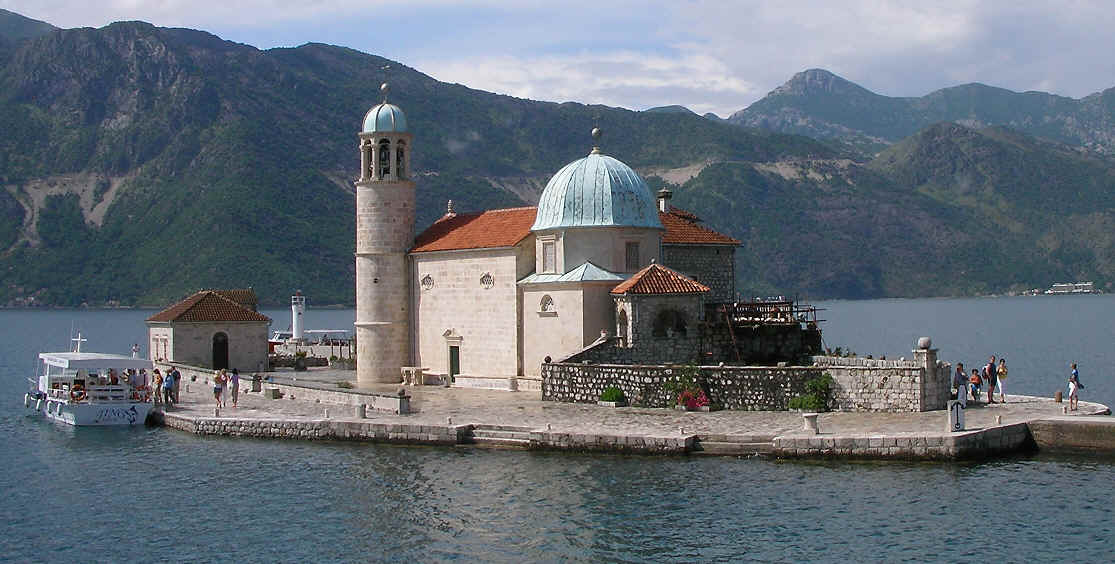
L'isola della Madonna dello Scalpello

Secondo altra fonte, l'immagine della Madonna fu portata dall'isola di Negroponte durante la denominazione ottomana.
Dal 1420 al 1797 secolo l'isola dello Scalpello (insieme alla vicina città di Perasto) fece parte della Repubblica di Venezia.

## Santuario della Madonna dello Scalpello
Il santuario della Madonna dello Scalpello (conosciuto anche come Nostra Signora delle rocce) è l'edificio più grande presente sull'isolotto. A lato della chiesa è presente un piccolo museo. Esistono inoltre alcuni negozi di souvenir nelle vicinanze della chiesa e una luce di navigazione nella parte occidentale dell'isola.
La prima chiesa conosciuta fu costruita sull'isolotto nel 1452. In seguito venne presa dai cattolici e nel 1632 fu edificata l'odierna chiesa della Madonna dello Scalpello, ampliata nel 1722 con la costruzione della grande cupola. La chiesa, restaurata dopo il terremoto del 15 aprile 1979, contiene 68 dipinti del pittore veneziano Trifone Cocchiglia (Tripo Kokolja), famoso artista barocco del XVII secolo originario di Perasto: la sua opera più importante, lunga 10 metri, è la Morte della Vergine. Ci sono anche dipinti di altri artisti veneziani e un'icona (circa del 1452) della Nostra Signora delle Rocce di Lorenzo Bon di Cattaro. La chiesa ospita anche una ricca collezione di 2.500 ex voto d'argento e un famoso arazzo votivo ricamato da Jacinta Kunić-Mijović di Perasto, che lo realizzò nei 25 anni di attesa del proprio amato di ritorno da un lungo viaggio, fino a quando diventò cieca; per il ricamo utilizzò fibre di argento e oro, ma anche i propri capelli.
Il campanile della chiesa ha una particolare forma cilindrica.

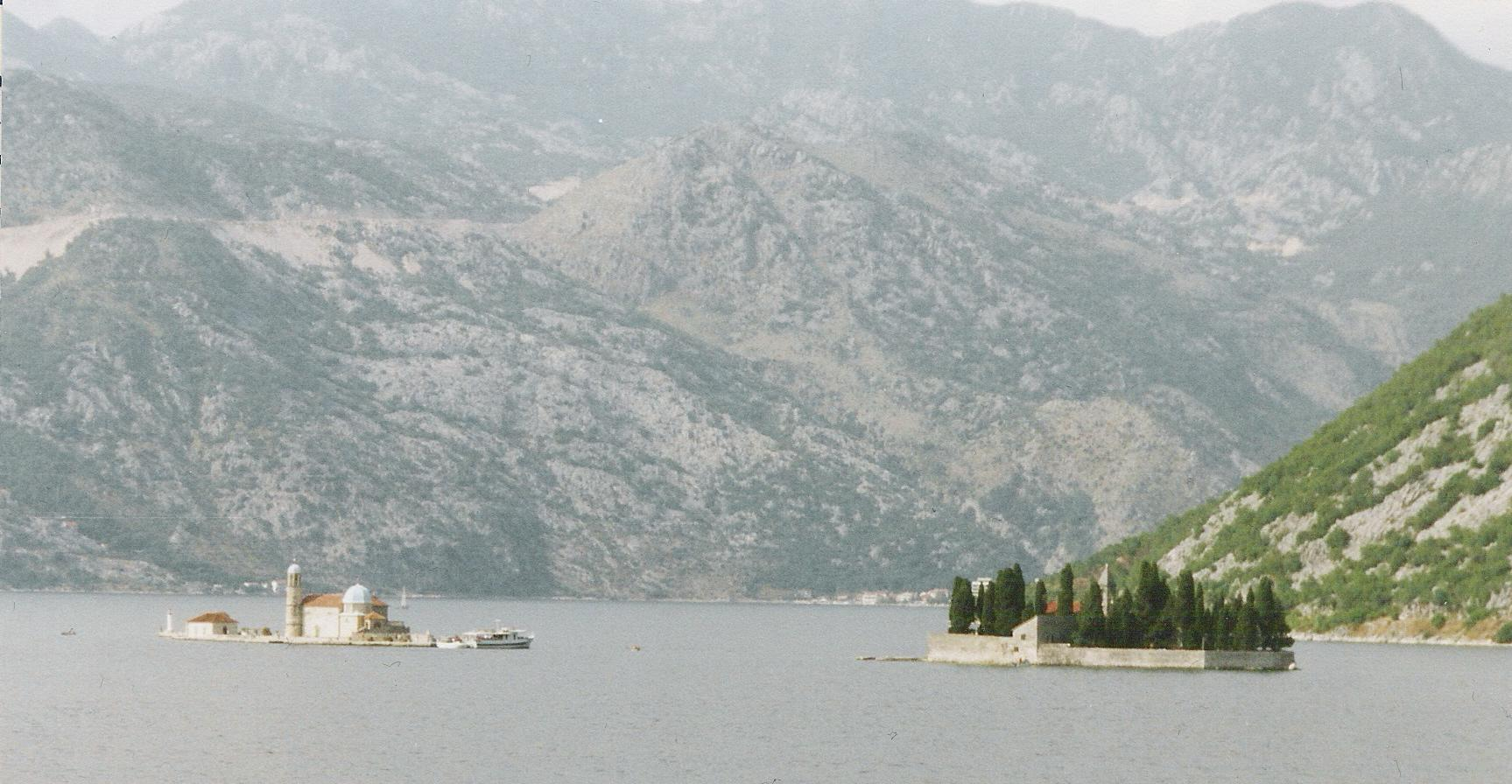
Vista della Madonna dello Scalpello e di San Giorgio sulla destra